# Volta a Catalunya de 1975
La Volta a Catalunya de 1975 va ser 55a edició de la Volta Ciclista a Catalunya. Es disputà en 7 etapes del 3 al 10 de setembre de 1975 amb un total de 1.211,0 km. El vencedor final fou l'italià Fausto Bertoglio de l'equip Jollj Ceramica per davant de Michel Laurent del Miko-De Gribaldy, i de José Martins del Coelima.
La primera i la setena etapes estaves dividides en dos sectors. Hi havia dos contrarellotges individuals, una al Pròleg d'Amposta i l'altra al segon sector de la setena l'etapa.
Fausto Bertoglio va guanyar la "Volta" al mateix any que s'adjudicava el Giro d'Itàlia. Van ser els triomfs més importants de la seva carrera esportiva.

## Etapes
| Etapa  | Data           | Ciutats d'etapa                            | km    | Vencedor de l'etapa | Líder de la general |
| ------ | -------------- | ------------------------------------------ | ----- | ------------------- | ------------------- |
| Pròleg | 3 de setembre  | Circuit per Santa Coloma de Gramenet (CRI) | 2,3   | Domingo Perurena    | Domingo Perurena    |
| 1a A   | 4 de setembre  | Santa Coloma de Gramenet – Barcelona       | 70,0  | Domingo Perurena    | Domingo Perurena    |
| 1a B   | 4 de setembre  | Barcelona – Tarragona                      | 114,9 | Pierino Gavazzi     | Domingo Perurena    |
| 2a     | 5 de setembre  | Tarragona – Artesa de Segre                | 157,8 | Eddy Peelman        | Domingo Perurena    |
| 3a     | 6 de setembre  | Artesa de Segre – Camprodon                | 208,0 | Pierino Gavazzi     | Domingo Perurena    |
| 4a     | 7 de setembre  | Camprodon - El Barcarès                    | 156,1 | Eddy Peelman        | Domingo Perurena    |
| 5a     | 8 de setembre  | El Barcarès - Alt del Mas Nou              | 198,3 | Giovanni Battaglin  | Michel Laurent      |
| 6a     | 9 de setembre  | Platja d'Aro – Manresa                     | 174,3 | Domingo Perurena    | Michel Laurent      |
| 7a A   | 10 de setembre | Manresa – Martorell                        | 105,1 | Pierino Gavazzi     | Michel Laurent      |
| 7a B   | 10 de setembre | Martorell – Terrassa (CRI)                 | 24,2  | Fausto Bertoglio    | Fausto Bertoglio    |

### Pròleg[1]
03-09-1975: Circuit per Santa Coloma de Gramenet, 2,3 km. (CRI):
|   | Ciclista         | Equip             | Temps  |
| - | ---------------- | ----------------- | ------ |
| 1 | Domingo Perurena | Kas               | 3' 19" |
| 2 | Jesús Manzaneque | Monteverde-Sanson | m. t.  |
| 3 | José Luis Viejo  | Super Ser         | + 01"  |

|   | Ciclista         | Equip             | Temps  |
| - | ---------------- | ----------------- | ------ |
| 1 | Domingo Perurena | Kas               | 3' 19" |
| 2 | Jesús Manzaneque | Monteverde-Sanson | m. t.  |
| 3 | José Luis Viejo  | Super Ser         | + 01"  |

### 1a etapa A[2]
04-09-1975: Santa Coloma de Gramenet – Barcelona, 70,0:
| Resultat de la 1a etapa A \| \| Ciclista \| Equip \| Temps \| \| - \| ---------------- \| ----------------- \| ---------- \| \| 1 \| Domingo Perurena \| Kas \| 1h 55' 35" \| \| 2 \| Andrés Oliva \| Kas \| m. t. \| \| 3 \| Jesús Manzaneque \| Monteverde-Sanson \| m. t. \| |                  |                   |            |
| | Ciclista         | Equip             | Temps      |
| 1 | Domingo Perurena | Kas               | 1h 55' 35" |
| 2 | Andrés Oliva     | Kas               | m. t.      |
| 3 | Jesús Manzaneque | Monteverde-Sanson | m. t.      |

### 1a etapa B[2]
04-09-1975: Barcelona – Tarragona, 114,9 km.:
|   | Ciclista          | Equip            | Temps      |
| - | ----------------- | ---------------- | ---------- |
| 1 | Pierino Gavazzi   | Jollj Ceramica   | 3h 12' 47" |
| 2 | Eddy Peelman      | Super Ser        | m. t.      |
| 3 | Wilfried Wesemael | Miko-De Gribaldy | m. t.      |

|   | Ciclista         | Equip             | Temps      |
| - | ---------------- | ----------------- | ---------- |
| 1 | Domingo Perurena | Kas               | 5h 11' 41" |
| 2 | Jesús Manzaneque | Monteverde-Sanson | m. t.      |
| 3 | Pedro Torres     | Super Ser         | + 04"      |

### 2a etapa[3]
05-09-1975: Tarragona – Artesa de Segre, 157,8 km.:
|   | Ciclista         | Equip          | Temps      |
| - | ---------------- | -------------- | ---------- |
| 1 | Eddy Peelman     | Super Ser      | 4h 33' 25" |
| 2 | Pierino Gavazzi  | Jollj Ceramica | m. t.      |
| 3 | Domingo Perurena | Kas            | m. t.      |

|   | Ciclista         | Equip             | Temps      |
| - | ---------------- | ----------------- | ---------- |
| 1 | Domingo Perurena | Kas               | 9h 45' 06" |
| 2 | Jesús Manzaneque | Monteverde-Sanson | m. t.      |
| 3 | Michel Laurent   | Miko-De Gribaldy  | + 04"      |

### 3a etapa[4]
06-09-1975: Artesa de Segre – Camprodon, 208,0 km.:
|   | Ciclista         | Equip          | Temps      |
| - | ---------------- | -------------- | ---------- |
| 1 | Pierino Gavazzi  | Jollj Ceramica | 6h 01' 34" |
| 2 | Domingo Perurena | Kas            | m. t.      |
| 3 | Tino Conti       | Furzi-FT       | m. t.      |

|   | Ciclista         | Equip             | Temps       |
| - | ---------------- | ----------------- | ----------- |
| 1 | Domingo Perurena | Kas               | 15h 46' 40" |
| 2 | Jesús Manzaneque | Monteverde-Sanson | m. t.       |
| 3 | Michel Laurent   | Miko-De Gribaldy  | + 04"       |

### 4a etapa[5]
07-09-1975: Camprodon - El Barcarès, 156,1 km.:
|   | Ciclista          | Equip            | Temps      |
| - | ----------------- | ---------------- | ---------- |
| 1 | Eddy Peelman      | Super Ser        | 4h 23' 21" |
| 2 | Wilfried Wesemael | Miko-De Gribaldy | m. t.      |
| 3 | Pierino Gavazzi   | Jollj Ceramica   | m. t.      |

|   | Ciclista         | Equip             | Temps       |
| - | ---------------- | ----------------- | ----------- |
| 1 | Domingo Perurena | Kas               | 20h 10' 11" |
| 2 | Jesús Manzaneque | Monteverde-Sanson | m. t.       |
| 3 | Michel Laurent   | Miko-De Gribaldy  | + 04"       |

### 5a etapa[6]
08-09-1975: El Barcarès - Alt del Mas Nou, 198,3 km. :
|   | Ciclista           | Equip            | Temps      |
| - | ------------------ | ---------------- | ---------- |
| 1 | Giovanni Battaglin | Jollj Ceramica   | 5h 45' 34" |
| 2 | Michel Laurent     | Miko-De Gribaldy | + 18"      |
| 3 | Tino Conti         | Furzi-FT         | + 19"      |

|   | Ciclista       | Equip            | Temps       |
| - | -------------- | ---------------- | ----------- |
| 1 | Michel Laurent | Miko-De Gribaldy | 25h 55' 57" |
| 2 | Tino Conti     | Furzi-FT         | + 02"       |
| 3 | José Martins   | Coelima          | + 07"       |

### 6a etapa[6]
09-09-1975: Platja d'Aro – Manresa, 174,3 km.:
|   | Ciclista         | Equip          | Temps      |
| - | ---------------- | -------------- | ---------- |
| 1 | Domingo Perurena | Kas            | 4h 54' 58" |
| 2 | Tino Conti       | Furzi-FT       | m. t.      |
| 3 | Marcello Bergamo | Jollj Ceramica | m. t.      |

|   | Ciclista       | Equip            | Temps       |
| - | -------------- | ---------------- | ----------- |
| 1 | Michel Laurent | Miko-De Gribaldy | 30h 50' 55" |
| 2 | Tino Conti     | Furzi-FT         | + 02"       |
| 3 | José Martins   | Coelima          | + 07"       |

### 7a etapa A[7]
10-09-1975: Manresa – Martorell, 105,1 km.:
| Resultat de la 7a etapa A \| \| Ciclista \| Equip \| Temps \| \| - \| ---------------- \| -------------- \| ---------- \| \| 1 \| Pierino Gavazzi \| Jollj Ceramica \| 2h 49' 47" \| \| 2 \| Domingo Perurena \| Kas \| m. t. \| \| 3 \| Eddy Peelman \| Super Ser \| m. t. \| |                  |                |            |
| | Ciclista         | Equip          | Temps      |
| 1 | Pierino Gavazzi  | Jollj Ceramica | 2h 49' 47" |
| 2 | Domingo Perurena | Kas            | m. t.      |
| 3 | Eddy Peelman     | Super Ser      | m. t.      |

### 7a etapa B[7]
10-09-1975: Martorell – Terrassa, 24,2 km. (CRI):
|   | Ciclista         | Equip            | Temps   |
| - | ---------------- | ---------------- | ------- |
| 1 | Fausto Bertoglio | Jollj Ceramica   | 37' 00" |
| 2 | Knut Knudsen     | Jollj Ceramica   | + 11"   |
| 3 | Michel Laurent   | Miko-De Gribaldy | + 32"   |

|   | Ciclista         | Equip            | Temps       |
| - | ---------------- | ---------------- | ----------- |
| 1 | Fausto Bertoglio | Jollj Ceramica   | 34h 18' 01" |
| 2 | Michel Laurent   | Miko-De Gribaldy | + 13"       |
| 3 | José Martins     | Coelima          | + 1' 13"    |

## Classificació General
|    | Ciclista           | Equip             | Temps       |
| -- | ------------------ | ----------------- | ----------- |
| 1  | Fausto Bertoglio   | Jollj Ceramica    | 34h 18' 01" |
| 2  | Michel Laurent     | Miko-De Gribaldy  | + 13"       |
| 3  | José Martins       | Coelima           | + 1' 13"    |
| 4  | Giovanni Battaglin | Jollj Ceramica    | + 1' 16"    |
| 5  | Domingo Perurena   | Kas               | + 1' 31"    |
| 6  | Jesús Manzaneque   | Monteverde-Sanson | + 2' 03"    |
| 7  | Luis Ocaña         | Super Ser         | + 2' 03"    |
| 8  | Pedro Torres       | Super Ser         | + 2' 13"    |
| 9  | Tino Conti         | Furzi-FT          | + 2' 20"    |
| 10 | Antonio Menéndez   | Kas               | + 2' 40"    |

## Classificacions secundàries
|   | Ciclista     | Equip     | Punts    |
| - | ------------ | --------- | -------- |
| 1 | Andrés Oliva | Kas       | 42 punts |
| 2 | José Martins | Coelima   | 25 punts |
| 3 | Pedro Torres | Super Ser | 25 punts |

|   | Ciclista             | Equip     | Punts    |
| - | -------------------- | --------- | -------- |
| 1 | Andrés Oliva         | Kas       | 31 punts |
| 2 | Pedro Torres         | Super Ser | 13 punts |
| 3 | Vicente López Carril | Kas       | 7 punts  |

|   | Ciclista         | Equip          | Punts    |
| - | ---------------- | -------------- | -------- |
| 1 | Domingo Perurena | Kas            | 54 punts |
| 2 | Pierino Gavazzi  | Jollj Ceramica | 37 punts |
| 3 | Tino Conti       | Furzi-FT       | 30 punts |

|   | Equip          | Nacionalitat | Temps        |
| - | -------------- | ------------ | ------------ |
| 1 | Jollj Ceramica | Itàlia       | 102h 54' 44" |
| 2 | Kas            | Espanya      | + 5' 27"     |
| 3 | Super Ser      | Espanya      | + 12' 52"    |